# Szépvízi-víztározó
A Szépvízi-víztározó egy mesterséges tó Csíkszeredától 14 km-re északkeletre, a Csíki-havasokban.
1981 és 1986 között épült, Csíkszereda és a környező falvak vízszükségletének 90%-át biztosítja. A gát földgát, agyagmaggal. A tározóba maximum 7 millió köbméter víz fér és szükség esetén 17 óra alatt ereszthető le teljesen.
A mesterséges tóba beleömlik a Pálos-pataka és a Szalonka-pataka.

## További képek

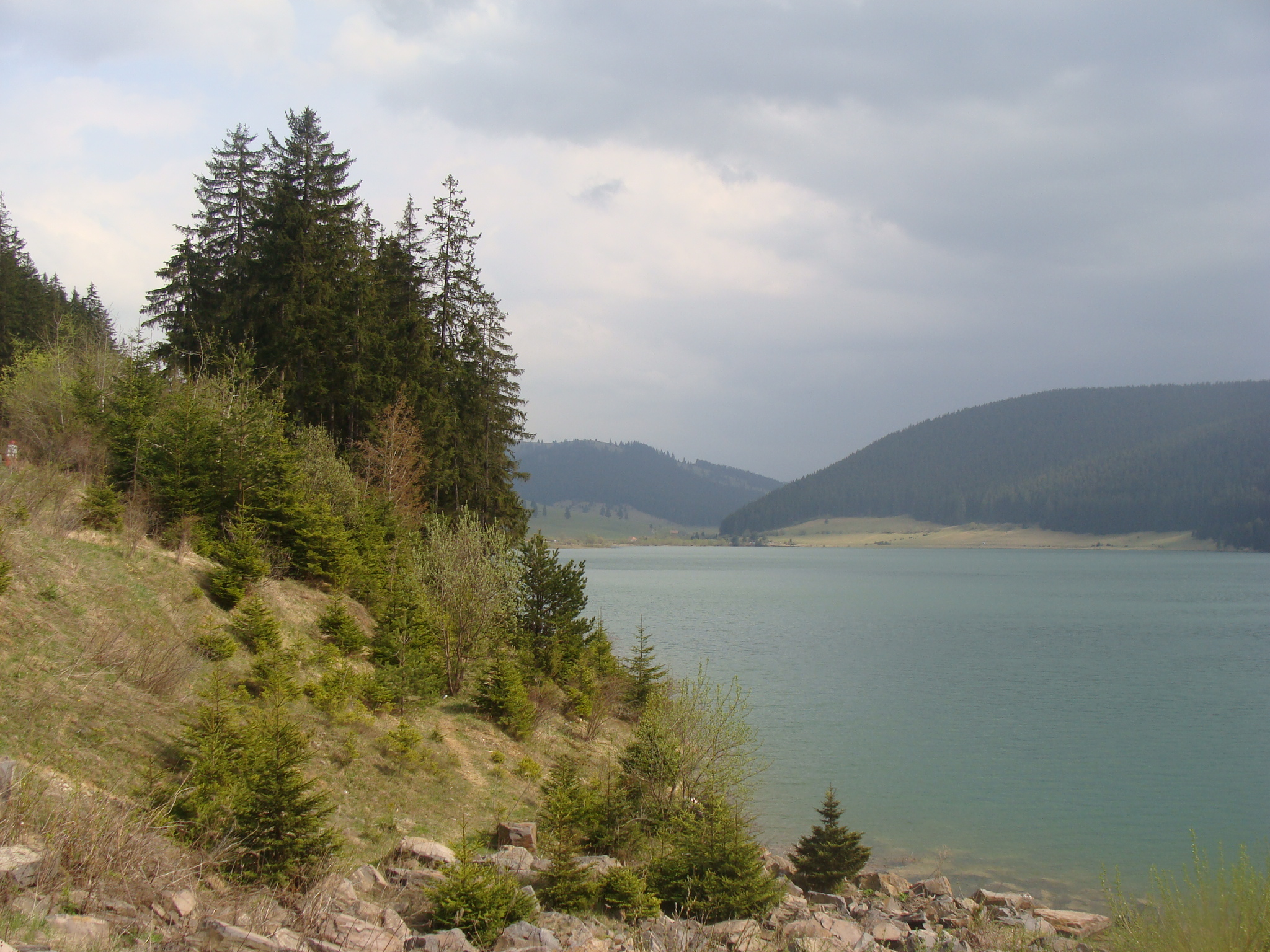
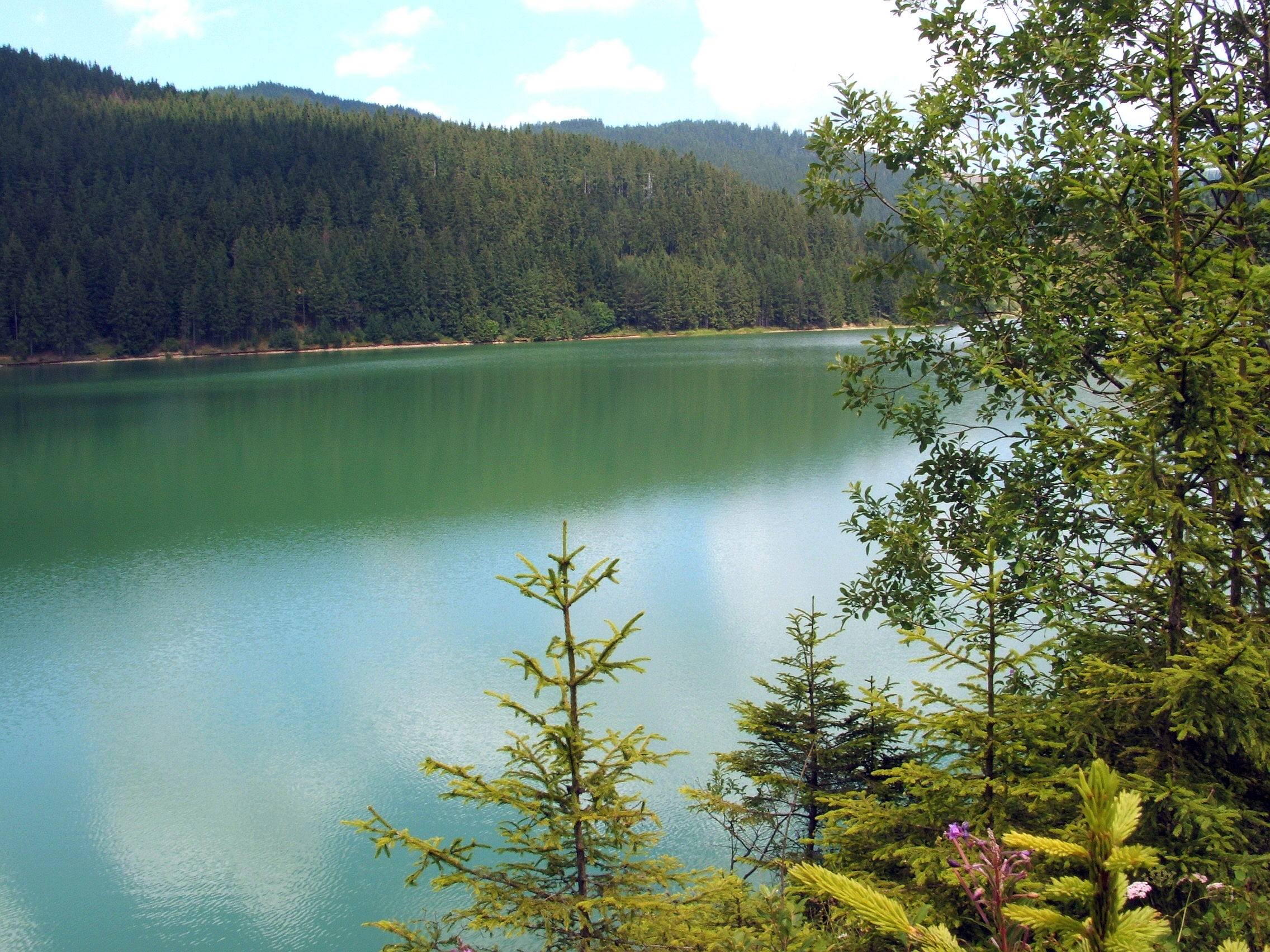
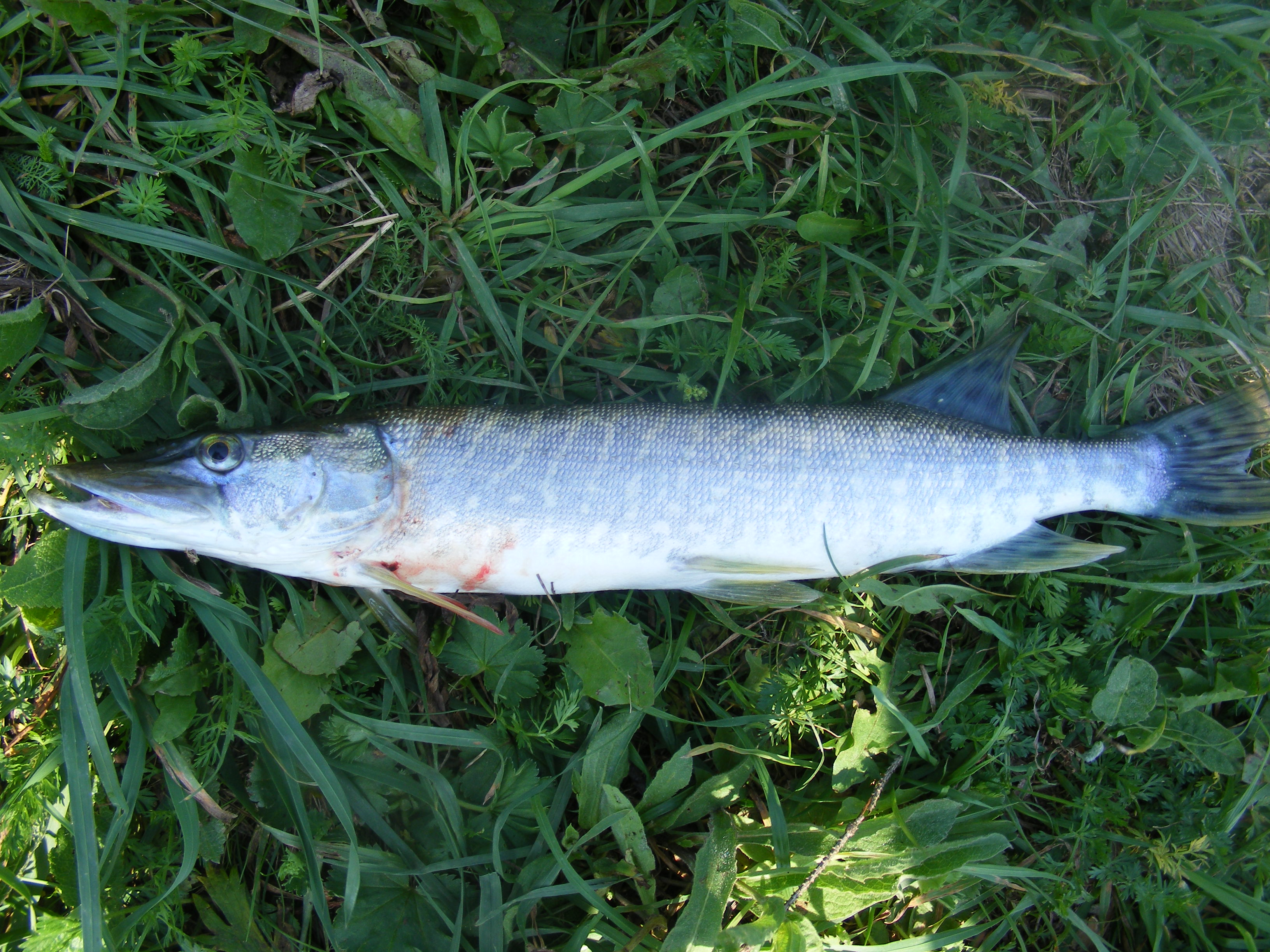
Csuka a víztározóból
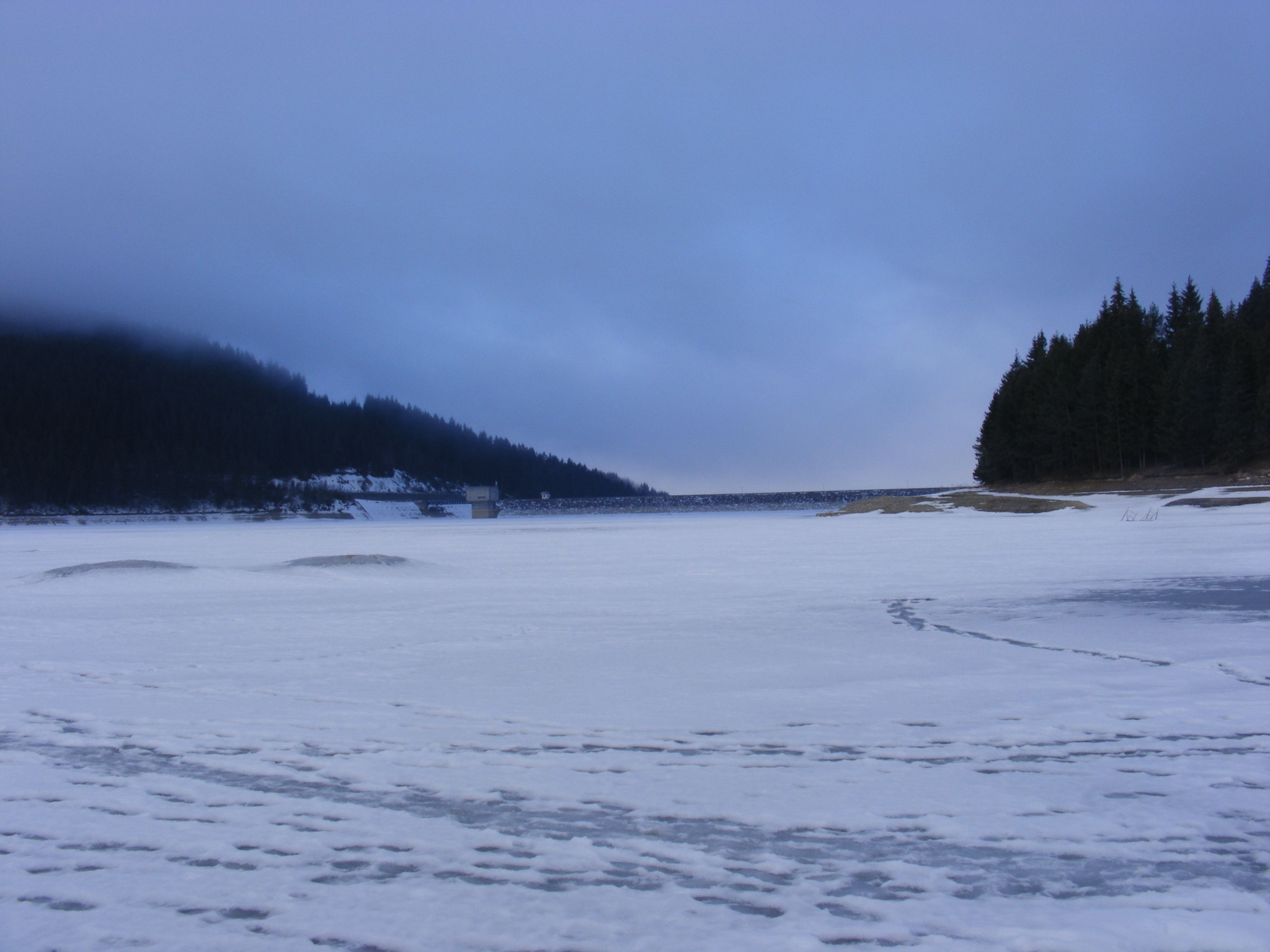
A víztározó télen.